# Liphistius schwendingeri
Liphistius schwendingeri is een spinnensoort uit de familie Liphistiidae. De soort komt voor in Thailand.